# Wyścig Chin WTCC 2014 (Szanghaj)
Wyścig Chin WTCC 2014 w Szanghaju – dziesiąta runda World Touring Car Championship w sezonie 2014, a zarazem druga z chińskich rund w tym sezonie. Rozegrała się w dniach 10-12 października 2014 w Szanghaju na torze Shanghai International Circuit.

## Lista startowa
| Nr | Kierowca          | Zespół                               | Samochód                | Opony |
| -- | ----------------- | ------------------------------------ | ----------------------- | ----- |
| 1  | Yvan Muller       | Citroën Total WTCC                   | Citroën C-Elysée WTCC   | Y     |
| 2  | Gabriele Tarquini | Castrol Honda World Touring Car Team | Honda Civic WTCC        | Y     |
| 3  | Tom Chilton       | ROAL Motorsport                      | Chevrolet RML Cruze TC1 | Y     |
| 4  | Tom Coronel       | ROAL Motorsport                      | Chevrolet RML Cruze TC1 | Y     |
| 5  | Norbert Michelisz | Zengő Motorsport                     | Honda Civic WTCC        | Y     |
| 6  | Franz Engstler    | Liqui Moly Team Engstler             | BMW 320 TC              | Y     |
| 7  | Hugo Valente      | Campos Racing                        | Chevrolet RML Cruze TC1 | Y     |
| 9  | Sébastien Loeb    | Citroën Total WTCC                   | Citroën C-Elysée WTCC   | Y     |
| 10 | Gianni Morbidelli | ALL–INKL.COM Münnich Motorsport      | Chevrolet RML Cruze TC1 | Y     |
| 11 | James Thompson    | Lada Sport Lukoil                    | Łada Granta 1.6T        | Y     |
| 12 | Robert Huff       | Lada Sport Lukoil                    | Łada Granta 1.6T        | Y     |
| 14 | Michaił Kozłowski | Lada Sport Lukoil                    | Łada Granta 1.6T        | Y     |
| 18 | Tiago Monteiro    | Castrol Honda World Touring Car Team | Honda Civic WTCC        | Y     |
| 25 | Mehdi Bennani     | Proteam Racing                       | Honda Civic WTCC        | Y     |
| 26 | Filipe de Souza   | Liqui Moly Team Engstler             | BMW 320 TC              | Y     |
| 27 | John Filippi      | Campos Racing                        | SEAT León WTCC          | Y     |
| 33 | Ma Qinghua        | Citroën Total WTCC                   | Citroën C-Elysée WTCC   | Y     |
| 37 | José María López  | Citroën Total WTCC                   | Citroën C-Elysée WTCC   | Y     |
| 38 | William Lok       | Campos Racing                        | SEAT León WTCC          | Y     |
| 77 | René Münnich      | ALL–INKL.COM Münnich Motorsport      | Chevrolet RML Cruze TC1 | Y     |
| 98 | Dušan Borković    | NIS Petrol by Campos Racing          | Chevrolet RML Cruze TC1 | Y     |
| Nr | Kierowca          | Zespół                               | Samochód                | Opony |

## Wyniki

### I Sesja treningowa
| Nr | Kierowca    | Konstruktor        | Czas     | Okr. |
| -- | ----------- | ------------------ | -------- | ---- |
| 1  | Yvan Muller | Citroën Total WTCC | 1:51,060 | 14   |

### II Sesja treningowa
| Nr | Kierowca   | Konstruktor        | Czas     | Okr. |
| -- | ---------- | ------------------ | -------- | ---- |
| 33 | Ma Qinghua | Citroën Total WTCC | 1:51,032 | 5    |

### Kwalifikacje
Źródło: fiawtcc.com
| Poz. | Nr | Kierowca          | Konstruktor                 | Q1       | Q2       | Q3       | Poz. s. |
| --- | --- | ----------------- | --------------------------- | -------- | -------- | -------- | ------- |
| 1 | 37 | José María López  | Citroën Total WTCC          | 1:49,546 | 1:49,418 | 1:48,782 | 1       |
| 2 | 33 | Ma Qinghua        | Citroën Total WTCC          | 1:49,313 | 1:49,436 | 1:48,898 | 2       |
| 3 | 1 | Yvan Muller       | Citroën Total WTCC          | 1:49,514 | 1:49,299 | 1:49,424 | 3       |
| 4 | 5 | Norbert Michelisz | Zengő Motorsport            | 1:50,312 | 1:49,848 | 1:49,681 | 4       |
| 5 | 9 | Sébastien Loeb    | Citroën Total WTCC          | 1:49,875 | 1:49,579 | 1:49,830 | 5       |
| 6 | 18 | Tiago Monteiro    | Castrol Honda WTCC          | 1:50,657 | 1:50,178 | –        | 6       |
| 7 | 2 | Gabriele Tarquini | Castrol Honda WTCC          | 1:50,266 | 1:50,229 | –        | 7       |
| 8 | 3 | Tom Chilton       | ROAL Motorsport             | 1:50,229 | 1:50,351 | –        | 8       |
| 9 | 7 | Hugo Valente      | Campos Racing               | 1:51,300 | 1:50,406 | –        | 9       |
| 10 | 25 | Mehdi Bennani     | Proteam Racing              | 1:50,782 | 1:50,528 | –        | 10      |
| 11 | 4 | Tom Coronel       | ROAL Motorsport             | 1:50,694 | 1:50,548 | –        | 11      |
| 12 | 98 | Dušan Borković    | NIS Petrol by Campos Racing | 1:50,867 | 1:51,665 | –        | 12      |
| 13 | 10 | Gianni Morbidelli | Münnich Motorsport          | 1:51,655 | –        | –        | 13      |
| 14 | 11 | James Thompson    | Lada Sport Lukoil           | 1:51,662 | –        | –        | 14      |
| 15 | 12 | Robert Huff       | Lada Sport Lukoil           | 1:51,781 | –        | –        | 15      |
| 16 | 14 | Michaił Kozłowski | Lada Sport Lukoil           | 1:51,953 | –        | –        | 16      |
| 17 | 77 | René Münnich      | Münnich Motorsport          | 1:52,393 | –        | –        | 17      |
| 18 | 6 | Franz Engstler    | Liqui Moly Team Engstler    | 1:55,315 | –        | –        | 18      |
| 19 | 27 | John Filippi      | Campos Racing               | 1:56,753 | –        | –        | 19      |
| 20 | 38 | William Lok       | Campos Racing               | 1:58,664 | –        | –        | 20      |
| 21 | 26 | Filipe de Souza   | Liqui Moly Team Engstler    | 1:58,719 | –        | –        | 21      |
| Poz. | Nr | Kierowca          | Konstruktor                 | Q1       | Q2       | Q3       | Poz. s. |
| \| Legenda \| Legenda \| \| ------------------------ \| ---------------------------------------------------------------------------------------------------------------------------------------------------------------------------------------------------------------------------------------------------------------- \| \| Poz. Nr Q1 Q2 Q3 Poz. s. \| Pozycja zajęta w sesji kwalifikacyjnej Numer startowy kierowcy Wynik uzyskany w pierwszej części kwalifikacji Wynik uzyskany w drugiej części kwalifikacji Wynik uzyskany w trzeciej części kwalifikacji Pozycja startowa po uwzględnięniu kar, przesunięć, itp. \| | |                   |                             |          |          |          |         |
| Legenda | |                   |                             |          |          |          |         |
| Poz. Nr Q1 Q2 Q3 Poz. s. | Pozycja zajęta w sesji kwalifikacyjnej Numer startowy kierowcy Wynik uzyskany w pierwszej części kwalifikacji Wynik uzyskany w drugiej części kwalifikacji Wynik uzyskany w trzeciej części kwalifikacji Pozycja startowa po uwzględnięniu kar, przesunięć, itp. |                   |                             |          |          |          |         |

### Wyścig 1

#### Wyścig
Źródło: Wyprzedź Mnie!
| P                                                     | + / –     | Nr | Kierowca          | Konstruktor                 | Okr. | Czas / Strata | Komentarz |
| ----------------------------------------------------- | --------- | -- | ----------------- | --------------------------- | ---- | ------------- | --------- |
| 1                                                     | Bez zmian | 37 | José María López  | Citroën Total WTCC          | 14   | 26:15,097     |           |
| 2                                                     | Bez zmian | 33 | Ma Qinghua        | Citroën Total WTCC          | 14   | +0:02,089     |           |
| 3                                                     | Bez zmian | 1  | Yvan Muller       | Citroën Total WTCC          | 14   | +0:05,793     |           |
| 4                                                     | 1         | 9  | Sébastien Loeb    | Citroën Total WTCC          | 14   | +0:06,175     |           |
| 5                                                     | 1         | 5  | Norbert Michelisz | Zengő Motorsport            | 14   | +0:16,050     |           |
| 6                                                     | 1         | 2  | Gabriele Tarquini | Castrol Honda WTCC          | 14   | +0:16,483     |           |
| 7                                                     | 1         | 18 | Tiago Monteiro    | Castrol Honda WTCC          | 14   | +0:18,295     |           |
| 8                                                     | 3         | 4  | Tom Coronel       | ROAL Motorsport             | 14   | +0:22,058     |           |
| 9                                                     | Bez zmian | 7  | Hugo Valente      | Campos Racing               | 14   | +0:25,896     |           |
| 10                                                    | Bez zmian | 25 | Mehdi Bennani     | Proteam Racing              | 14   | +0:26,278     |           |
| 11                                                    | 2         | 10 | Gianni Morbidelli | Münnich Motorsport          | 14   | +0:47,194     |           |
| 12                                                    | Bez zmian | 98 | Dušan Borković    | NIS Petrol by Campos Racing | 14   | +0:53,710     |           |
| 13                                                    | 5         | 6  | Franz Engstler    | Liqui Moly Team Engstler    | 14   | +1:29,282     |           |
| 14                                                    | 5         | 27 | John Filippi      | Campos Racing               | 14   | +1:43,122     |           |
| 15                                                    | Bez zmian | 12 | Robert Huff       | Lada Sport Lukoil           | 13   | +1 okr        |           |
| 16                                                    | 5         | 26 | Filipe de Souza   | Liqui Moly Team Engstler    | 13   | +1 okr        |           |
| 17                                                    | Bez zmian | 77 | René Münnich      | Münnich Motorsport          | 10   | +4 okr        |           |
| Niesklasyfikowani                                     |           |    |                   |                             |      |               |           |
|                                                       |           | 14 | Michaił Kozłowski | Lada Sport Lukoil           | 6    |               |           |
|                                                       |           | 38 | William Lok       | Campos Racing               | 5    |               |           |
|                                                       |           | 3  | Tom Chilton       | ROAL Motorsport             | 2    |               |           |
| Nie wystartowali / niedopuszczeni do ponownego startu |           |    |                   |                             |      |               |           |
|                                                       |           | 11 | James Thompson    | Lada Sport Lukoil           |      |               |           |
| P                                                     | + / –     | Nr | Kierowca          | Konstruktor                 | Okr. | Czas / Strata | Komentarz |

#### Najszybsze okrążenie
| Nr | Kierowca   | Konstruktor        | Czas     | Okr. |
| -- | ---------- | ------------------ | -------- | ---- |
| 33 | Ma Qinghua | Citroën Total WTCC | 1:50,833 | 2    |

#### Prowadzenie w wyścigu
| Nr                              | Kierowca         | Okrążenia | Suma |
| ------------------------------- | ---------------- | --------- | ---- |
| 37                              | José María López | 1-14      | 14   |
| \| Wykres \| \| ------ \| \| \| |                  |           |      |
| Wykres                          |                  |           |      |
|                                 |                  |           |      |

### Wyścig 2

#### Wyścig
Źródło: Wyprzedź Mnie!
| P                                                     | + / –     | Nr | Kierowca          | Konstruktor                 | Okr. | Czas / Strata | Komentarz |
| ----------------------------------------------------- | --------- | -- | ----------------- | --------------------------- | ---- | ------------- | --------- |
| 1                                                     | Bez zmian | 25 | Mehdi Bennani     | Proteam Racing              | 14   | 26:21,882     |           |
| 2                                                     | 3         | 18 | Tiago Monteiro    | Castrol Honda WTCC          | 14   | +0:02,590     |           |
| 3                                                     | 7         | 37 | José María López  | Citroën Total WTCC          | 14   | +0:04,041     |           |
| 4                                                     | 3         | 5  | Norbert Michelisz | Zengő Motorsport            | 14   | +0:13,976     |           |
| 5                                                     | 4         | 33 | Ma Qinghua        | Citroën Total WTCC          | 14   | +0:14,416     |           |
| 6                                                     | 5         | 4  | Tom Coronel       | ROAL Motorsport             | 14   | +0:21,725     |           |
| 7                                                     | 4         | 3  | Tom Chilton       | ROAL Motorsport             | 14   | +0:22,933     |           |
| 8                                                     | 6         | 7  | Hugo Valente      | Campos Racing               | 14   | +0:27,276     |           |
| 9                                                     | 3         | 98 | Dušan Borković    | NIS Petrol by Campos Racing | 14   | +0:27,855     |           |
| 10                                                    | 10        | 11 | James Thompson    | Lada Sport Lukoil           | 14   | +0:28,028     |           |
| 11                                                    | 4         | 14 | Michaił Kozłowski | Lada Sport Lukoil           | 14   | +0:39,940     |           |
| 12                                                    | 6         | 9  | Sébastien Loeb    | Citroën Total WTCC          | 14   | +0:41,238     | [ 4 ]     |
| 13                                                    | Bez zmian | 10 | Gianni Morbidelli | Münnich Motorsport          | 14   | +1:06,588     | [ 5 ]     |
| 14                                                    | 3         | 6  | Franz Engstler    | Liqui Moly Team Engstler    | 14   | +1:11,237     |           |
| 15                                                    | 3         | 27 | John Filippi      | Campos Racing               | 14   | +1:35,752     |           |
| 16                                                    | 3         | 26 | Filipe de Souza   | Liqui Moly Team Engstler    | 13   | +1 okr        |           |
| Niesklasyfikowani                                     |           |    |                   |                             |      |               |           |
|                                                       |           | 77 | René Münnich      | Münnich Motorsport          | 6    |               |           |
|                                                       |           | 2  | Gabriele Tarquini | Castrol Honda WTCC          | 5    |               |           |
|                                                       |           | 12 | Robert Huff       | Lada Sport Lukoil           | 4    |               |           |
|                                                       |           | 1  | Yvan Muller       | Citroën Total WTCC          | 2    |               |           |
| Nie wystartowali / niedopuszczeni do ponownego startu |           |    |                   |                             |      |               |           |
|                                                       |           | 38 | William Lok       | Campos Racing               |      |               |           |
| P                                                     | + / –     | Nr | Kierowca          | Konstruktor                 | Okr. | Czas / Strata | Komentarz |

#### Najszybsze okrążenie
| Nr | Kierowca          | Konstruktor        | Czas     | Okr. |
| -- | ----------------- | ------------------ | -------- | ---- |
| 2  | Gabriele Tarquini | Castrol Honda WTCC | 1:51,316 | 2    |

#### Prowadzenie w wyścigu
| Nr                              | Kierowca      | Okrążenia | Suma |
| ------------------------------- | ------------- | --------- | ---- |
| 25                              | Mehdi Bennani | 1-14      | 14   |
| \| Wykres \| \| ------ \| \| \| |               |           |      |
| Wykres                          |               |           |      |
|                                 |               |           |      |